# Guillermo Kahlo
Pour les articles homonymes, voir Kahlo.
Carl Wilhelm Kahlo Kauffmann, né le 26 octobre 1871 à Pforzheim dans le Grand-duché de Bade en Allemagne et mort le 14 avril 1948 à Mexico au Mexique, dit Guillermo Kahlo qui a acquis un prestige en tant que photographe d'architecture en devenant le témoin des changements et de l'évolution de la capitale mexicaine. Il est le père de l'artiste Frida Kahlo.

## Biographie
Contrairement à une légende répandue par sa fille Frida, il n'est pas juif d'origine germano-austro-hongroise, mais un allemand de confession luthérienne, fils du bijoutier et orfèvre Jakob Kahlo et de Henriette Kaufmann, issu de la bourgeoisie badoise,.
Il étudie à l'université de Nuremberg avant d'émigrer au Mexique en 1891 avec l'accord de son père ; la raison principale est qu'il ne s'entend pas avec sa belle-mère. De plus, les travaux d'Alexander von Humboldt ont éveillé son intérêt pour le Mexique. Une fois dans sa nouvelle patrie, il change son prénom pour Guillermo.
La plus ancienne photographie signée par Kahlo date du 3 février 1889. Selon Frida, son père s'est associé à son beau-père, qui lui prête son premier appareil photo.
En 1901, il ouvre un studio photographique et travaille d'abord pour les journaux El Mundo Ilustrado et Semanario Ilustrado. Il devient le photographe officiel des œuvres architecturales de Porfirio Diaz. Il effectue également des travaux de documentation photographique pour certaines églises du pays, ainsi que certaines communautés indigènes.
Vers 1904, José Yves Limantour, charge le photographe de réaliser un inventaire photographique de la propriété fédérale, dans le but de créer une série d'albums, dont la publication doit coïncider avec le centenaire de Guerre d'indépendance du Mexique.
Il décide la même année d'acheter un terrain à Coyoacán afin d'y bâtir la demeure qui abrite aujourd'hui le Musée Frida Kahlo.
Guillermo Kahlo réalise une série d'autoportraits, qui rappelle le style de ceux peints par sa fille.
Il meurt le 14 avril 1941 à México.

## Postérité
Son rôle est joué par Roger Rees dans le film Frida (2002).